# Kanivská vodní elektrárna
Kanivská vodní elektrárna (ukrajinsky Канівська ГЕС) je vodní dílo na řece Dněpr na Ukrajině. Byl vybudována jako poslední ze šesti stupňů Dněperské kaskády vodních děl.

## Všeobecné informace
Vodní dílo bylo budováno v návaznosti na stavbu Kyjevské elektrárny a ve většině hlavních parametrů je její větší kopií, odpovídající vyššímu průtoku. Místo 20 jednotek pracuje v elektrárně 24 horizontálních kašnových Kaplanových turbín v šesti sektorech při stejném spádovém rozmezí 9–11 m. Vzhledem ke stejnému charakteru řečiště i údolí, neumožňující vytvořit větší užitkový objem, je dostatečná účinnost vodního díla zajištěna vysokým poměrem celkové hltnosti elektrárny a přirozeného průtoku řeky. Průměrný průtok Dněpru na kanivském vodočtu je 1 410 m3/s. Hltnost všech turbín činí 7 550 m3/s  a celková propustnost vodního díla je 25 300 m3/s. V elektrárně byly použity stejné turbíny o výkonu 18,5 MW, zrekonstruované stejným způsobem na výkon 22 MW. Celkový výkon elektrárny v roce 2019 je 493 MW.
Strojovna  o délce 343 m v kombinované funkci elektrárny, hráze a přelivů navazuje na sypané hráze na obou stranách. Celková délka hrází je 16,3 km.
Výstavba vodního díla začala v dubnu 1964 a první kubík betonu byl položen  v listopadu 1965. 4. listopadu 1972 byla spuštěna první jednotka a poslední byla zprovozněna 16. dubna 1975. Plného výkonu bylo dosaženo po konečném naplnění nádrže po jarní vodě 1976.
Celkový výkon elektrárny v roce 2019 je 493 MW a průměrná roční výroba 972 milionu kWh.  